# Tenerife
Tenerife (Isla de Tenerife) er den største af alle de Kanariske øer. Øen ligger i Atlanterhavet, omkring 300 kilometer fra Afrikas kyst og er af vulkansk oprindelse. Klimaet er oceanisk med dagtemperaturer mellem 20° og 25° hele året rundt. Den fremherskende vind er passaten fra nordøst, hvilket betyder at den nordlige del af øen er mere frodig og nedbørsrig, mens den sydlige del af øen oftest har tørt og solrigt vejr, som viser det "vulkanske klima". Tenerife er den mest befolkede af de Kanariske Øer og Spanien.
Tenerife har et areal på 2.057 km², hvilket svarer til Lolland, Falster og Møns areal tilsammen. Der bor ca. 900.000 indbyggere på øen, hvor langt de fleste taler spansk.
Mændenes gennemsnitlige levealder er på 76 år, mens kvindernes er 82 år. Hovederhvervet på Tenerife er turisme. Tenerife besøges årligt af cirka 5,5 millioner turister, der især tiltrækkes på grund af vejret. Turisterne kommer fortrinsvis fra Europa. Turismen er fulgt af industri, handel, landbrug og fiskeri. Den vigtigste landbrugseksportvare er bananer.
Tenerife udgør en provins i den autonome region Canarias. Størstedelen af befolkningen tilhører den romerskkatolske kirke.
Øen rejser sig stejlt fra havet til en caldera, Las Cañadas, ca. 2.200 m over havet. I calderaens nordlige del står vulkanen Teide, hvis højeste punkt på 3.718 meter samtidig er Spaniens højeste punkt. Teide kan ses fra stort set hele Tenerife og fra de fleste af naboøerne.
Tenerife har en veludbygget infrastruktur med en stor international lufthavn, motorvejsnet, et tæt net af busser og stabil vand- og elforsyning.

## Sport
Man dyrker meget sport på øen, og specielt fodbold og basketbold bliver spillet i store mængder. Også f.eks. tennis bliver spillet meget rundt omkring på Tenerife.
Øen Tenerife har sit eget fodboldhold. Holdet blev grundlagt i 1922. Klubben har før spillet i den bedste spanske fodboldrække, og den tidligere Liverpool-manager Rafael Benitez fik sit gennembrud som manager for Tenerife. 
I 2007/2008 sæsonen endte Tenerife på en 11. plads i den næstbedste række, og i slutningen af sæsonen florerede der rygter om at en Tenerife spiller havde taget imod bestikkelse (beløbet var angiveligt 45.000) for at lade Malaga vinde, og dermed rykke op i Priméra Division på bekostning af Real Sociedad, som måtte blive i Liga Adelante.
Man spiller sine hjemmekampe på stadionet Heliodoro Rodríguez López som kan rumme 22.941 tilskuere. Heliodoro Rodríguez López ligger på selve øen og er værd at besøge hvis man er fodboldfan.

## Administrative inddeling
Øen er inddelt i 31 kommuner:
| Adeje                | Granadilla de Abona     | Puerto de la Cruz          |
| Arafo                | Guía de Isora           | San Cristóbal de La Laguna |
| Arico                | Güímar                  | San Juan de la Rambla      |
| Arona                | Icod de los Vinos       | San Miguel de Abona        |
| Buenavista del Norte | La Guancha              | Santa Cruz de Tenerife     |
| Candelaria           | La Matanza de Acentejo  | Santa Úrsula               |
| El Rosario           | La Orotava              | Santiago del Teide         |
| El Sauzal            | La Victoria de Acentejo | Tacoronte                  |
| El Tanque            | Los Realejos            | Tegueste                   |
| Fasnia               | Los Silos               | Vilaflor                   |
| Garachico            |                         |                            |

- Wikimedia Commons har flere filer relateret til Tenerife